# Hans-Jost Herchheimer
Hans-Jost Herchheimer (englisch Johan Jost Herkimer; getauft am 20. Juni 1700 in Sandhausen; † 25. August 1775 in Albany, New York) aus Sandhausen bei Heidelberg war ein deutscher Auswanderer, Friedensrichter und wohlhabender Händler in Nordamerika.

## Leben
Hans-Jost Herchheimer wurde um das Jahr 1700 in Sandhausen bei Heidelberg geboren und wanderte im Jahre 1720 über Holland nach Nordamerika aus. Dort besiedelte er mit weiteren Emigranten aus der Kurpfalz das Mohawktal in der damaligen Provinz New York.
Das heutige Herkimer County ist nach seinem Sohn und Brigadegeneral der Staatsmiliz während des amerikanischen Unabhängigkeitskriegs Nikolaus Herchheimer (englisch Nicholas Herkimer)  benannt.
Mit über 5000 Hektar Land im südlichen Teil des Tals war Hans-Jost Herchheimer ein wohlhabender Pfälzer Grundbesitzer. Darüber hinaus betrieb er Handel und Transport, unter anderem mit Weizen und Pelzen, auf dem Mohawk River.

## Geschichte
Hans-Jost Herchheimer zog zu Beginn mit seiner Familie und all seinem Besitz, unter anderem mit drei Paketen Weizen aus der Stadt Schenectady nach German Flatts. Damals hatten Mohawk-Indianer in der Nähe eine Siedlung. Obwohl Herchheimer nicht die Sprache der Mohawk sprach, versuchte er ihnen mit Hilfe von Brot, Weizen und Handzeichen klarzumachen, dass er ein Stück Land mit Weizen bewirtschaften möchte. Doch die Mohawk-Indianer lehnten zunächst sein Vorhaben, durch ein Kopfschütteln, im negativen Sinne, ab. Letztendlich halfen ihm die Mohawk dennoch, an einem umgestürzten Baum eine kleine Hütte zu errichten. Nach ein paar Tagen seiner Ankunft luden ihn die Mohawk dazu ein, ein Einbaum vom Hochland runter an den Fluss zu tragen. Als sie gemeinsam am Kanu ankamen, ergriff er um zu prüfen, wie schwer es ist, ein Ende des Kanus. Während er das eine Ende aufrichtete, sahen sich die Mohawks, aufgrund seiner Stärke, gegenseitig erstaunt an. Daraufhin signalisierte Herchheimer den restlichen Mohawk-Indianern, das andere Ende des Kanus zu tragen. Nachdem sie gemeinsam das Kanu an den Fluss getragen hatten, kamen die Indianer zu ihm, klopften ihm auf den Rücken und nannten ihn Kaouri, was auf Deutsch Bär heißt.
Ab diesem Zeitpunkt an, war er mit den dort ansässigen Indianern befreundet. Sie halfen ihm beim Bau einer neuen Hütte, er durfte auf einem Stück Land Weizen anbauen und sie teilten untereinander bei der Jagd sowie beim Fischen. Mit der Zeit kultivierte er immer mehr Land und schiffte mithilfe eines Kanus, Weizen nach Schenectady.
Im Jahre 1728 errichtete Herchheimer ein Steinhaus an der Südseite des Mohawk Rivers, indem er und seine Familie bis zum Jahre 1740 lebte. 1740 übernahmen die Briten sein Gebiet für einen Außenposten und verstärkten diesen mit einem Graben und Palisaden. Es wurde zu einem Fort (Fort Herkimer) ausgebaut.
Herchheimer hatte in der Garnison einen kleinen Laden, betrieb weiterhin Handel mit den Indianern und erwarb somit Wohlstand und Ansehen. Er war ohne Zweifel der erste der frühen Händler westlich von German Flatts.